# Битва за перевал Дебека
Битва за перевал Дебека (6 — 7 апреля 2003 года) — операция в северном Ираке, проводимая в рамках американского вторжения в Ирак и состоявшая в вытеснении американским спецназом и курдскими ополченцами иракских войск с перевала возле села Дебека (Dibege, دیبهگه на курдском языке), между Мосулом и Киркуком. Решающую роль в победе коалиции сыграло применение против иракских танков ПТРК FGM-148 Javelin.

## Предыстория
6 апреля 2003 года 26 «зелёных беретов» Сил СпН Армии США получили приказ захватить стратегически важный перевал между Мосулом и Киркуком, возле села Дебека. Его захват позволял перерезать шоссе 2 и пресечь перемещение иракских войск на севере, а также дать толчок к захвату важных нефтяных месторождений Киркука.

## Ход сражения
На восемнадцатый день вторжения США в Ирак спецназ США приготовился к атаке на Дебеку. Бой начался с воздушных бомбардировок силами бомбардировщиков B-52. Спецназ при поддержке курдских ополченцев пешмерга достигли иракских позиций.
Курды приступили к зачистке минного поля на подходе к перевалу. Иракские войска атаковали и заставили коалиционные силы укрыться за песчаными уступами. Но в результате контратаки спецназ и курды заставили иракцев отступить к верхней части хребта и занять позиции в бункерах, попутно пленив около 20 иракских солдат.
Взобравшись на небольшой холм, прикрывающий перевал с юга, коалиционные войска столкнулись с иракским механизированным корпусом, и четыре с половиной часа продолжался бой. Два иракских бронетранспортера и два грузовика были уничтожены ПТРК FGM-148 Javelin. Вскоре после этого тем же способом были уничтожены ещё два иракских БТР и грузовик. Иракцы остановили наступление и перешли к обороне.
Позже три иракских грузовика подъехали к курдской позиции, мигая фарами. Это была ложная попытка капитуляции, направленная на прикрытие последней атаки иракских войск. В это время к позициям коалиционных сил выдвинулись три иракских бронетранспортера и три грузовика с солдатами, при поддержке четырёх танков Т-55. Коалиционные войска совершили манёвр и укрылись за гребнем, чтобы контратаковать. В итоге жесткий ответ спецназа и курдов остановил иракское продвижение и помог обеспечить тактическую победу коалиции.